# 藤原章信
藤原 章信（ふじわら の あきのぶ、生没年不詳）は、平安時代中期の貴族。藤原北家長良流、参議・藤原元名の孫。春宮亮・藤原知章の子。官位は正四位下・宮内卿。

## 経歴
文章生を経て、三条朝で右衛門尉兼六位蔵人を務める。
後一条朝初頭に右衛門権佐を務めるが、寛仁4年（1020年）には左少弁と五位蔵人も兼帯し三事兼帯となる。同年右中弁に昇任されると、治安3年（1023年）従四位下、万寿元年（1024年）従四位上、万寿2年（1025年）権左中弁と後一条朝中期は弁官を務めながら順調に昇進した。またこの間、中宮亮として中宮・藤原威子にも仕えている。
長元2年（1029年）弁官を離れて伊予権守に任ぜられ、受領として現地に赴任すると、長久元年（1040年）但馬守、のち丹波守と、後一条朝後期から後冷泉朝にかけて地方官を務めた。
また、時期は不明ながら宮内卿を務め、位階は正四位下に至る。

## 官歴
注記のないものは『弁官補任』による。
- 寛弘5年（1008年） 10月17日：見文章生[1]
- 時期不詳：蔵人所雑色
- 寛弘8年（1011年） 正月7日：六位蔵人[2]
- 長和元年（1012年） 4月8日：見右衛門尉[2]。
- 時期不詳：従五位上
- 長和5年（1016年） 正月16日：見右衛門権佐[2]
- 長和6年（1017年） 8月9日：兼春宮権大進（春宮・敦良親王）[3]
- 時期不詳：正五位下
- 寛仁4年（1020年） 正月30日：左少弁、権佐如元。2月5日：五位蔵人（三事兼帯）[4]。11月29日：右中弁
- 治安元年（1021年） 3月8日：兼内蔵権頭
- 治安2年（1022年） 4月2日：兼中宮亮（中宮・藤原威子）
- 治安3年（1023年） 2月12日：兼和泉守、停権佐。3月13日：従四位下（春日行幸行事）
- 万寿元年（1024年） 12月28日：従四位上（松尾平野行幸行事）
- 万寿2年（1025年） 正月29日：権左中弁
- 長元2年（1029年） 正月24日：伊予権守（受領）
- 長久元年（1040年） 正月25日：但馬守[5]
- 永承2年（1047年） 2月7日：見丹波守[6]
- 時期不詳：正四位下。宮内卿[7]

## 系譜
注記のないものは『尊卑分脈』による。
- 父：藤原知章
- 母：源学の娘
- 妻：藤原惟憲の娘[8]
- 生母不詳の子女
  - 男子：慶信